# ブロードサイド
ブロードサイド（ブロードシートとも呼ばれる）は安価な1枚の紙の片面に多くの場合、バラッド、韻文、ニュースおよび時に木版画のイラストレーションを印刷したもの。
それらは、16世紀から19世紀の間、特にイギリス、アイルランド、北米で最も一般的な印刷物の1つであり、これらの国々の伝統音楽の最も重要な形態の1つであるバラッドに関連していることが多い。

## ブロードサイドの発展
バラッドは14世紀から15世紀にかけて吟遊詩人の間で発展した。これらは王の宮廷や、領主の館のホールで人気のあったフランスの宮廷ロマンスや、ゲルマン伝説と組み合わされた物語詩だった。17世紀までに吟遊詩人の詩はバラッドに進化し、作者たちはさまざまな話題について書いていた。その後、作者たちはバラッドを印刷して配布することができるようになった。印刷人はブロードサイドと呼ばれる1枚の紙を使用したのでブロードサイド・バラッドと言う名前がつけられた。バラッドではブロードサイドの上部にぞんざいな木版画がついているのが一般的だった。歴史家のファマートンとジョリーニは近代初期のイングランドでブロードサイドが如何に一般的だったかを示している。バラッドの印刷枚数は100万枚に達した。バラッドはロンドンのみに留まらず、イングランドの田舎にも広まった。印刷機のおかげで、大量のブロードバンドの発行が容易になった。ロンドンではバラッドがどこにでもあったので、庶民は歌としても、文字としてもバラッドに頻繁にせっするようになった。
印刷機の発明により、ブロードサイドの人気が高まった。この新技術により、印刷人ははこれらのバラッドを安価に大量生産することができた。歴史家のエイドリアン・ジョンズ氏は、印刷工程と当時の人々がバラッドをどこでどのように購入していたかを説明している。バラッドはロンドンの路上や村の広場で1ペニー以下の値段で売られていたため、ほとんどの人がこのような安価な娯楽を楽しむことができた。17世紀には、「文房具屋」と呼ばれる人々が同じ場所で印刷と出版を行っていた。文房具屋は印刷されたものを数多く管理していた。印刷業者がプロテスタントまたはカトリックである場合、彼らは彼らの信念に合わせてブロードサイドを出版しただろう。これは政治的信条についても同様であった。

## ブロードサイドの性質
原始的な初期の印刷機では、一枚の紙に印刷することが最も簡単で最も安価な印刷形態であり、その歴史の多くで1ペニー程度で販売されていた。また、縦に半分に切って「ブロードスリップ」を作ったり、折りたたんでチャップ・ブックにしたり、いくつかの曲が入っている場合は「ガーランド」と呼ばれていた。
現存する最古のブロードサイドは16世紀初頭にさかのぼるが、1550年以前のものは比較的少ない。1556年以降、ロンドンの書籍出版業組合はすべてのバラッドの登録を強制しようとし、そのときから1600年までの間に約2,000曲が記録されたが、印刷および配布が簡単だったためはるかに多くの曲が印刷された可能性がある。学者たちはしばしば17世紀半ばまでの最も一般的で、より大きく重厚な「ゴシック」活字を用いた初期のブラックレター・ブロードサイドと、より読みやすく、その後一般的になったより軽いホワイトレター、ローマン、またはイタリック書体を区別する。ブロードサイド制作の中心地はロンドンのセブン・ダイアルズ地区だった。
ブロードバンドは大量に生産され、1660年代までにイギリスで年間40万枚以上が販売されており、おそらく人気のピークに近いものだった。多くは街の通りや見本市で旅の行商人や客を惹きつけるためにブロードサイドに印刷された歌を歌うバラッド奏者によって売られた。イギリスでは、最初はチャップブック、後に製本された本や新聞がそれに取って代わり始めたことで17世紀にブロードサイドの人気が低下し始め、19世紀には絶滅したように見えるまでになった。アイルランドではより長く発行され、北米ではこれほど大量に生産されることはなかったが、18世紀には重要な存在となり、アメリカ独立戦争では、両陣営に重要なプロパガンダの媒体を提供した。
イングランドにおけるブロードサイドに関する知識のほとんどは、サミュエル・ピープス（1633-1703）、ロバート・ハーレー (初代オックスフォード＝モーティマー伯)（1661-1724）など、いくつかの重要な人物がロクスバラ・バラッドとなるブロードサイドを収集することを選択したという事実に由来している。18世紀にはいくつかの印刷されたコレクションがあり、その中にはトマス・ダーフィーの Wit and Mirth, or Pills to Purge Melancholy (1719-20)』、トーマス・パーシー司教の Reliques of Ancient English Poetry (1765)、ジョセフ・リッツンの The Bishopric Garland (1784)などがある。スコットランドでは、ロバート・バーンズやウォルター・スコットなどの人物が『スコットランド国境の吟遊詩人』Minstrelsy of the Scottish Border（1802-03）で同様の活動を行っていた。最大のコレクションの一つは、 フレデリック・マッデン卿によって作られたもので、彼は約30,000曲を収集し、現在はケンブリッジ大学図書館の ’Madden Collection' に収録されているPublisher’s Introduction: ケンブリッジ大学図書館からのマッデンバラッド。現代のブロードサイド・バラッド歌手には、トム・パクストン、ピート・シーガー、レナード・コーエン、グレアム・オールライト、フィル・オクスなどがいる。

## ブロードサイド・バラッド

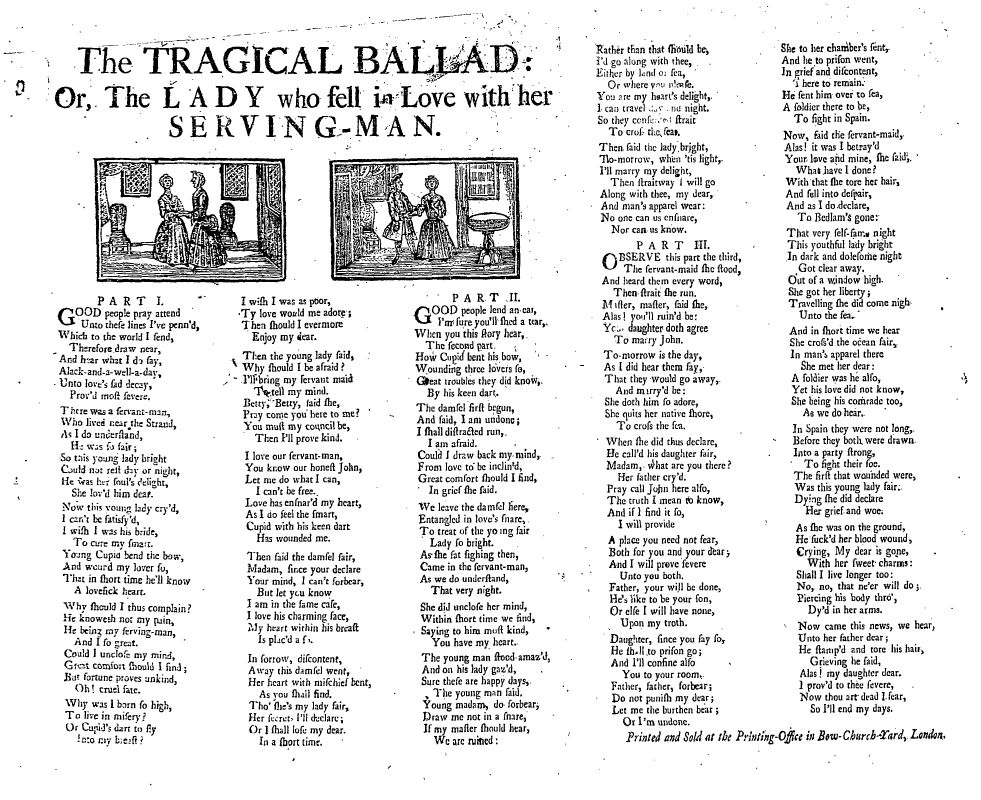
18世紀のブロードサイド・バラッド

ブロードサイド・バラッドは、国や文化の境界を頻繁に越え、口承の過程の一部として発展してきた「伝統的な」バラッドとして定義されているものとは異なるものである。これとは対照的に、ブロードサイド・バラッドは叙事詩的な性質を欠き、芸術的な資質を持たない傾向があり、通常はあまり重要ではないテーマを扱っていた。しかし、紛らわしいことに、デンマークでのスヴェンド・グルントヴィグとイングランドとスコットランドでフランシス・チャイルドが特に定義した「伝統的な」バラッドの多くは、ブロードサイド・バラ ードとしてしか残されていない。ブロードサイド・バラッドのトピックとしては、恋愛、宗教、酒飲み歌、伝説、初期のジャーナリズムなどがあり、災害、政治的な出来事や兆し、不思議や神童などが含まれていた。一般的にブロードサイド・バラッドには歌詞だけが記されており、多くの場合、タイトルの下に歌詞にフィットする既知の曲の名前が提案される。
音楽評論家のピーター・ガモンドはこう書いている：
ブロードサイドには時折、伝統的な「田舎の」バラッドが掲載されることもあったが、その大部分は都市部に由来するものであり、強盗や絞首刑などのニュースを取り上げたり、道徳的な内容にしたり、あるいは単に娯楽を提供するために、当時の記者たちによってかかれたものだったその多様性の中には、現代の新聞のあらゆる業務をカバーするものがあった。劇的な影響を高めると考えられていたため、粗野な詩や下手な詩の使用が一般的であった。詩自体は、一般的に流通していた様々な伝統的な空気のリズムに基づいており、時にはメロディーラインが印刷されていたり、時にはクレジットされていたりした。これは詩に形と実体を与えて、それらを思い出深いものにするのを助けた。「グリーンスリーブス」のように広く知られた曲は頻繁に使用され、より人気のあるものは繰り返し使用された。

## 参考資料
- Street literature
- Popular prints
- Broadside Electric
- List of Irish ballads
- Cromwell's Panegyrick

## こちらもお読みください
- Broadside Ballads:Songs from the Streets, Taverns, Theatres and Countryside of 17th Century England (incl songs, orig melodies, and chord suggestions) by Lucie Skeaping (2005), Faber Music Ltd. ISBN 0-571-52223-8 (Information and samples of more than 80 broadside ballads and their music)
- The British Broadside Ballad and Its Music by Claude M. Simpson (1966), Rutgers University Press. Out of Print. No ISBN. (540 broadside ballad melodies from all periods)